# Yamangalea frewana
Yamangalea frewana är en spindelart som beskrevs av Maddison 2009. Yamangalea frewana ingår i släktet Yamangalea och familjen hoppspindlar. Inga underarter finns listade i Catalogue of Life.